# Quintessence (gruppo musicale inglese)
I Quintessence sono stati un gruppo musicale inglese. Il loro stile è un mix di jazz, rock psichedelico e prog ispirato alla musica indiana.

## Storia

### Anni 1960-1970
I Quintessence si formarono su iniziativa di Raja Ram (nome d'arte di Ronald Rothfield) nell'aprile del 1969 dopo aver suonato assieme in un'ex chiesa di Portobello Road, a Londra. Uno dei membri del gruppo, l'australiano Phil Shiva Jones, aveva già suonato con i Phil Jones and the Unknown Blues, che avevano fruttato il successo If I Had A Ticket (1967).
I loro primi due album In Blissful Company (1969) e Quintessence (1970), entrambi usciti per la Island, ricevettero giudizi discreti, e vennero apprezzati per il sound considerato originale e suggestivo. Inoltre, il loro omonimo disco riuscì a piazzarsi al ventiduesimo posto della classifica inglese.
I Quintessence parteciparono a vari concerti in tutta Europa. Presero parte alle prime due edizioni del Festival di Glastonbury, furono invitati a suonare al Montreux Jazz Festival, e parteciparono a un concerto di beneficenza all'Oval di Kennington il 18 settembre 1971 assieme a Who, Mott the Hoople, Lindisfarne, Atomic Rooster, Grease Band e America.
Dopo Dive Deep (1971), i Quintessence passarono alla RCA, per la quale pubblicarono due album di pura improvvisazione accolti tiepidamente. Il primo di essi, Self (1972), contiene del materiale in studio sul lato A, e dei brani dal vivo registrati all'Università di Exeter l'11 dicembre 1971 sul lato B.
Dopo lo scioglimento del gruppo avvenuto negli anni settanta, Jones pubblicò un album eponimo come Kala (1973), mentre Raja Ram diverrà un attivo musicista Goa/psy-trance durante gli anni duemila.

### Anni 2000
I Quintessence fecero una reunion nel 2010, quando furono invitati da Michael Eavis a suonare al Glastonbury Festival. La performance è documentata su Live At Glastonbury (2011).

## Formazione
- Sambhu Babaji - basso
- Jake Milton - percussioni
- Allan Mostert - chitarra
- Raja Ram - flauto, percussioni
- Maha Dev - chitarra
- Phil Shiva Jones - voce, tastiera, percussioni

## Discografia

### Album in studio
- 1969 – In Blissful Company
- 1970 – Quintessence
- 1971 – Dive Deep
- 1972 – Self
- 1972 – Indweller

### Album dal vivo
- 2009 – Infinite Love, Live At Queen Elizabeth Hall 1971
- 2009 – Cosmic Energy, Live At St Pancras 1970
- 2011 – Rebirth Live At Glastonbury 2010